# Catbalogan
Catbalogan ist die Hauptstadt der philippinischen Provinz Samar. Sie ist nicht nur ein politischer Mittelpunkt, sondern auch das Kommerz-, Handels-, Bildungs- und Finanzcenter der Provinz. Die Stadt ist zudem ein wichtiger Seehafen für die Schifffahrt innerhalb der regionalen Inselwelt. Die geographische Position des Ortes innerhalb der östlichen Visayas macht ihn zu einem idealen Zugang zu den drei auf der Insel Samar befindlichen Provinzen.

## Namensherkunft
Der ursprüngliche Name des Ortes war Katbalaugan oder Kabalaugan. Die beiden Silben des Namens verbinden das Präfix Kat oder Ka mit dem Substantiv balaug aus der Samar-Leyte Visayan Sprache (Waray). „Katbalaugan oder Kabalaugan“ bedeutet einen Platz, wo Seefahrer, Fischer oder Seeleute Schutz suchen. Der alte Fischerort von Katbalaugan oder Kabalaugan war einmal eine Zufluchtshafen für die Menschen, die auf kleinen Booten und Seglern die philippinischen Gewässer befuhren und sich vor den nord- und südwestlichen Monsunwinden, die in den Monaten Juli, August und September aufkamen, in Sicherheit bringen mussten.

## Geografie
Die Stadt besitzt eine strategisch günstige Lage an der westlichen Küste der Provinz Samar innerhalb des Bezirks VIII (Eastern Visayas). Sie ist umgeben von den Gemeinden Tarangnan und San Jorge im Norden und von Jiabong im Osten. Im Westen von Catbalogan erstreckt sich die Bucht von Maqueda, die ein Teil der Samar-See bildet. Die Pan-Philippinische Straße durchläuft die Stadt vom Ortsteil San Vicente im Norden und durchläuft die Außenbezirke bis zum Barangay Lagundi im Süden. Catbalogan City liegt etwa 820 km von der philippinischen Hauptstadt Manila entfernt.
Die Stadt nimmt insgesamt eine Fläche von 274,22 km² ein. Das Zentrum der Stadt hat alleine eine Fläche von 1,3 km².
Die Topografie von Catbalogan City ist uneben und die das Gebiet umgebenden Berge sind relativ hoch. Etwa 2 % der Landfläche ist eben und vorwiegend an der Küstenlinie zu finden. Dagegen sind 43 % hügelig und 55 % sind von bergigen Abschnitten durchzogen. Der größte Fluss ist der Antiao River, der sich seinen Weg entlang der Berge des Stadtgebietes bahnt.
Der Küstenabschnitt der Stadt besteht aus zahlreichen Buchten, die die Außenbezirke und andere Ortsteile umgeben. Die Küste erstreckt sich über eine Länge von insgesamt 16 km. Zu dem Verwaltungsgebiet der Stadt gehören ebenso einige Inseln und Inselchen. Die größte von ihnen ist Buri Island, die sich etwa 6 km nördlich vom Stadtkern befindet und durch eine Dammstraße mit dem Festland verbunden ist. Auf ihr befindet sich auch der Provinzflughafen der Stadt. Eine kleine Inselgruppe liegt etwa 7 km südlich vom Stadtkern und umfasst die Inseln Darahuway, Mahaba, Baiao und Malatugawi.

## Sprache
Die Hauptsprache sowohl im Stadtgebiet als auch in der gesamten Provinz ist Wáray-Wáray. Daneben sind auch die Sprachen Cebuano und vereinzelt Tagalog verbreitet.

## Barangays
Catbalogan City ist politisch in insgesamt 57 Barangays untergliedert.
| - Albalate - Bagongon - Bangon - Basiao - Buluan - Bunuanan - Cabugawan - Cagudalo - Cagusipan - Cagutian - Cagutsan - Canhawan Guti - Canlapwas (Pob.) - Cawayan - Cinco - Darahuway Daco - Darahuway Guti - Estaka - Guinsorongan | - Iguid - Lagundi - Libas - Lobo - Manguehay - Maulong - Mercedes - Mombon - New Mahayag - Old Mahayag - Palanyogon - Pangdan - Payao - Poblacion 1 (Barangay 1) - Poblacion 2 (Barangay 2) - Poblacion 3 (Barangay 3) - Poblacion 4 (Barangay 4) - Poblacion 5 (Barangay 5) - Poblacion 6 (Barangay 6) | - Poblacion 7 (Barangay 7) - Poblacion 8 (Barangay 8) - Poblacion 9 (Barangay 9) - Poblacion 10 (Barangay 10-Monsanto Street) - Poblacion 11 (Barangay 11) - Poblacion 12 (Barangay 12) - Poblacion 13 (Barangay 13) - Muñoz (Poblacion 14) - Pupua - Guindaponan - Rama - San Andres - San Pablo - San Roque - San Vicente - Silanga - Totoringon - Ibol - Socorro |

Anmerkung: Población (spanisch für Population) bezeichnet auf den Philippinen oft mehrere im Zentrum einer Stadtgemeinde liegende Barangays.

## Verkehr

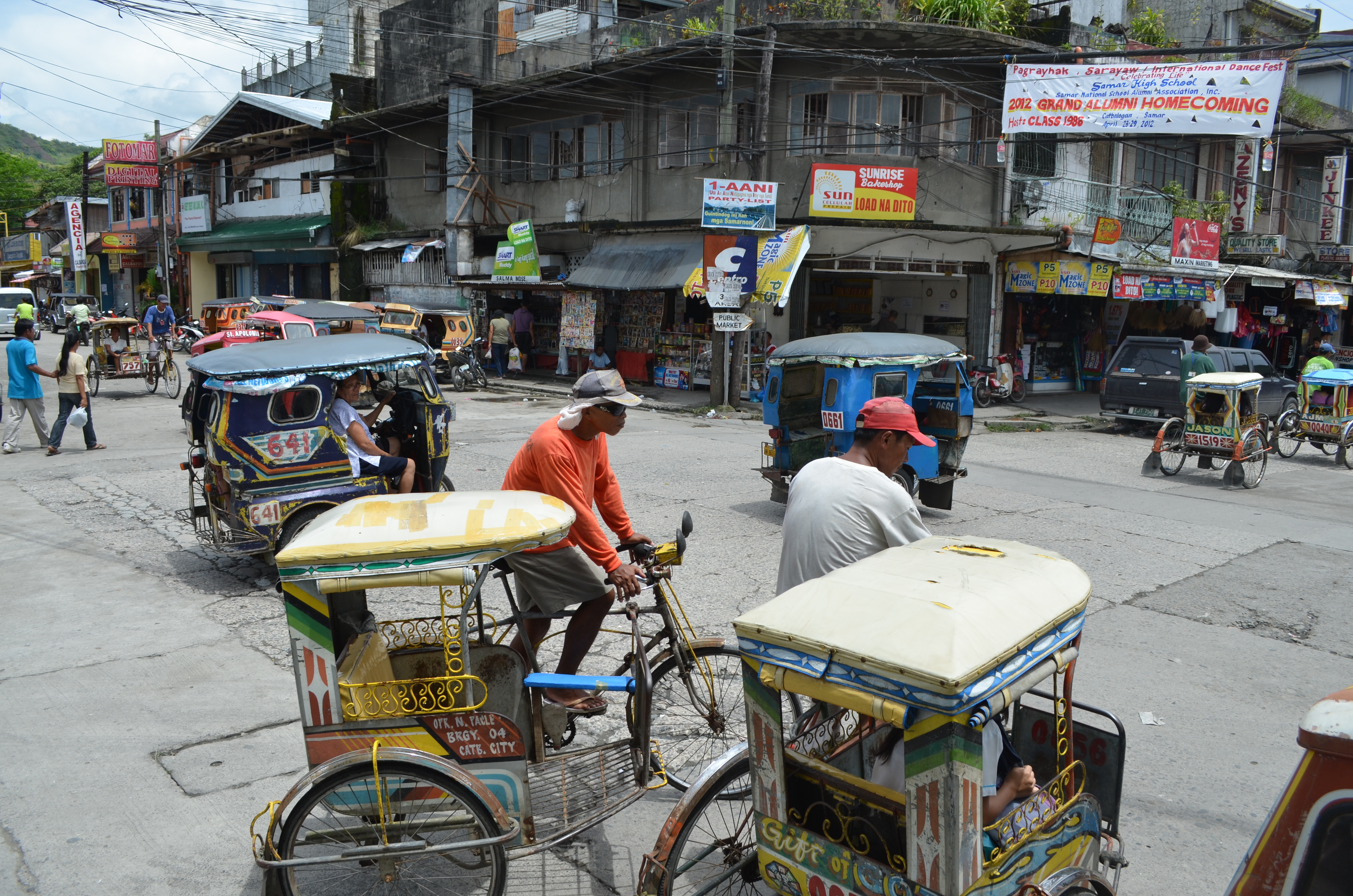
Straßenbild in Catbalogan

Catbalogan verfügt über einen kleinen Flughafen auf Buri Island, der für Privatflugzeuge und Charterjets nach Manila, Cebu und andere, nicht allzu entfernte Ziele ausgelegt ist.
Der Hafen von Catbalogan (Piers I und II) ist als Nationaler Hafen deklariert. Er ist der Haupthafen für Passagiere und Güter von und nach Manila, Cebu wie auch zu anderen Städten der Philippinen.

## Wirtschaft
Das Klima von Catbalogan eignet sich gut für den Anbau von Feldfrüchten. Obwohl der Ackerboden des Stadtgebietes dem Wachstum von Pflanzen entgegenkommt, spielte die Agrarwirtschaft eine untergeordnete Rolle in der Entwicklung der Ortschaft.
Das Hauptnahrungsmittel der Stadt ist Reis, mit einem Anteil von 90 %, und Mais, der von den Feldern der weit zerstreuten Barangays stammen. Die Produktivität der Agrarfläche von Catbalogan ist nicht besonders hoch, aufgrund der schlechten Wege, die den Transport zwischen den Farmen in den auf Feldarbeit ausgelegten Vororten und den Marktplätzen der Stadt durch hohe Kosten belasten. Die großen Landflächen der Stadt werden generell in Agrar- und Forstflächen unterteilt. Die landwirtschaftlichen Nutzflächen nehmen dabei 63,83 % ein während die bewaldeten Gebiete insgesamt 36,15 % der Stadtfläche einnehmen. Die Hauptprodukte sind Kopra, Abacá, Reis, Wurzelgemüse, Früchte, Bambus und Nipapalmen.
24 der 57 Ortsteile besitzen einen Zugang zum Meer. Die wichtigsten Fischereiprodukte entlang der Maqueda Bucht und in der Samarsee sind Galonggong, Alumahan (eine Makrelenart), Tamban, Pompano (Stachelmakrele), Lapu-Lapu, Kaninchenfische und Ponyfische. Weitere maritime Produkte sind Seetang, Austern, Krabben und Muscheln.

## Geschichte
Der Ort Catbalogan wurde als Siedlung irgendwann im Oktober 1596 von Priestern des Jesuitenordens gegründet. Der Mönch Francisco de Otazo, der im Jahre 1596 auf die Philippinen kam, gründete eine Mission in dem Gebiet des heutigen Stadtgebietes, um unter den Bewohnern der Umgebung den katholischen Glauben zu verbreiten. 1627 wurde der Ort in den Status einer Residencia (dt. Residenz) erhoben. Am 17. Oktober 1768 wurde Catbalogan den Franziskanern überlassen, die sie von den Jesuiten übernahmen.
Während der Frühzeit der spanischen Kolonialisierung der Philippinen war die Insel Samar der Jurisdiktion von Cebu unterlagert. Später wurde sie zu einer eigenständigen Provinz ernannt. Im Jahre 1735 wurden Leyte und Samar zu einer gemeinsamen Provinz zusammengefasst, deren Regierungssitz in Carigara auf Leyte lag. Bereits 1768 wurde Samar wieder von Leyte getrennt und bildete erneut eine eigenständige Provinz, die von Catbalogan aus regiert wurde.
Am 27. Januar 1900 besetzten amerikanische Truppen während des Philippinisch-Amerikanischen Krieges die Ortschaft. Die Zivilregierung wurde daraufhin am 17. Juni 1902 mit Julio Llorente aus Cebu als erstem Gouverneur von Samar eingerichtet.
Am 24. Mai 1942 landeten japanische Streitkräfte in dem Barrio Pangdan und besetzten die Ortschaft, bis sie am 18. Dezember 1945 von amerikanischen und philippinischen Truppen wieder befreit werden konnte.
Am 19. Juni 1965 verabschiedete der philippinische Kongress den Republic Act 4221, der Samar in drei Provinzen aufteilte; in Western Samar, Eastern Samar und Northern Samar. Nachdem Catbalogan 197 Jahre den Status der Hauptstadt von Samar innegehabt hatte, wurde der Regierungssitz der sie umgebenden neuen Provinz Western Samar der Gemeinde Calbayog übertragen. Am 21. Juni 1969 wurde mit dem Republic Act Nr. 5650 der Namen der Provinz von Western Samar in Samar geändert und der Sitz der Provinzregierung wieder nach Catbalogan transferiert.
Die schlimmste Katastrophe in der Geschichte des Ortes war ein großes Feuer, das am 1. April 1957 ausbrach und einen Flächenbrand entzündete, der sich zu einer zerstörerischen Feuersbrunst entwickelte, die zahlreiche Grundstücke zerstörte und einen Schaden von 30 Millionen Peso anrichtete. Der nächste große Brand brach am 19. Mai 1969 aus, verursachte einen Schaden von 20 Millionen Peso und zerstörte die jahrhundertealte Kirche Saint Bartholomew.
In den frühen 1960er Jahren kam der Gedanke auf, Catbalogan zu einer Stadt ernennen zu lassen. Im Jahre 1969 unterstützte Fernando P. Veloso den House Bill Nr. 1867, der die Erhebung Catbalogans in den Stadtstatus vorsah. Die Gesuche wurde jedoch lange Zeit ignoriert und scheiterten an der starken Oppositionsposition der League of Cities of the Philippines. (Liga der Städte der Philippinen).
Mit Unterstützung von Senator Alfredo S. Lim und mit Wirkung des Republic Act Nr. 9391 wurde Catbalogan am 15. März 2007 schließlich dennoch das Stadtrecht überantwortet. Dessen Bewohner ratifizierten diese Entscheidung durch einen Volksentscheid am 16. Juni 2007.

## Klima
Das Klima der Stadt gehört der Klimakategorie IV an, bei der Regenfälle das ganze Jahr über auftreten können. Es existiert hierbei keine Trockenperiode, dennoch zeichnet sich die Monate Februar, März, April und Mai durch geringere Regenfälle aus. Die größten Niederschläge sind wiederum in den Monaten November und Dezember zu erwarten. Die höchsten Regenmengen liegen bei 267 mm/h.
Taifune treten in dieser Provinz im Spätjahr auf. Dabei ziehen 19 % der Taifune über das Stadtgebiet, wobei nur 5 % von 300 Taifunen, die diese Region während einer Spanne von 6 Jahren treffen, schwerere Zerstörungen anrichten.

## Sehenswürdigkeiten

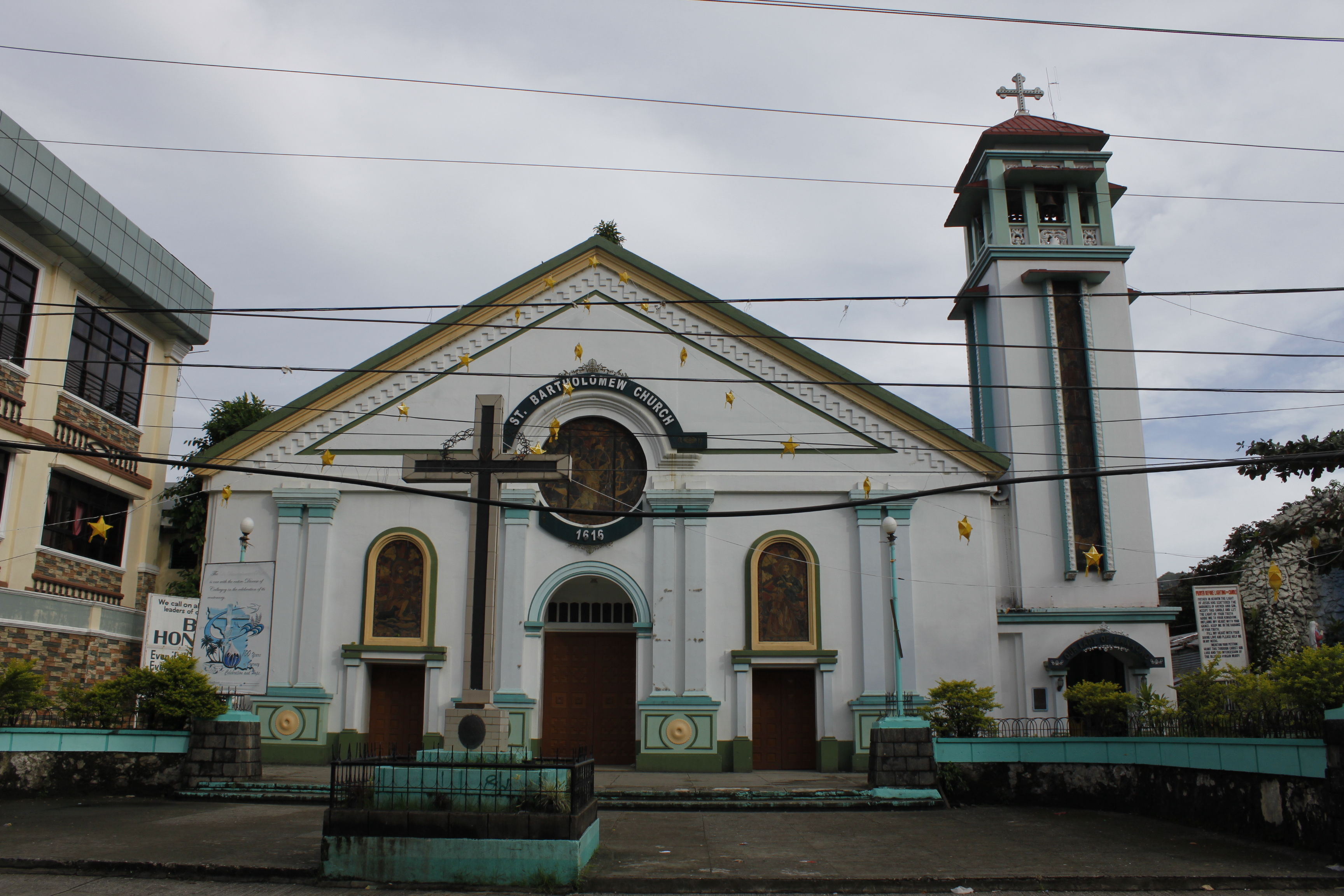
Katholische Kirche Sankt Barthalome

- Die Bangon Fälle im Barangay Bangon
- Basiao Island Beach
- Das Buri Baras Cove Beach Resort auf Buri Island
- Das Cal-apog Leopard Beach Resort im Barangay Pangdan
- Die Igot Bucht
- Malatugawi Island Beach
- Das Mendoza Beach Resort
- Der Obelisk im Herzen von Catbalogan Citys Samar Provincial Capitol Park
- Der Pieta Park
- Payao Beach
- Die Sankt Barthalome Katholische Kirche
- Die Sunshine Beach im Barangay Guinsorongan
- Das Waray Banwa Korallenriff bei Guinsorongan (Sunshine) Beach.